# Andrea Razzi
Andrea Razzi (Firenze, 9 dicembre 1988) è un pallanuotista italiano, attaccante della Pallanuoto Trieste.

## Caratteristiche tecniche
Gioca come attaccante, ha una buona attitudine al goal e abilità nel nuoto.